# Carlo Ripa di Meana

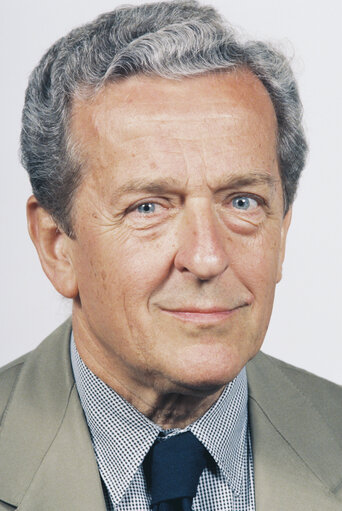
Carlo Ripa di Meana, 2012

Carlo Ripa di Meana (* 15. August 1929 in Pietrasanta; † 2. März 2018 in Rom) war ein italienischer Politiker.
Er stammte aus einer aristokratischen römischen Familie. Sein Großvater mütterlicherseits war der  Senator und Minister Carlo Schanzer. Zunächst war Ripa di Meana Mitglied der Kommunistischen Partei. Nachdem er 1958 aus dieser Partei ausgeschlossen worden war, trat er der Sozialistischen Partei bei.
Von 1979 bis 1984 vertrat er die Sozialisten im Europäischen Parlament. 1985 wurde er von der italienischen Regierung in die Europäische Kommission entsandt. In der Kommission Delors I war er von 1985 bis 1989 Kommissar für institutionelle Reformen, Informationspolitik sowie für Kultur und Tourismus. In der Kommission Delors II (1989 bis 1992) war er für Umwelt, nukleare Sicherheit und Bürgerschutz zuständig. Von 1992 bis 1993 war er unter Giuliano Amato Italiens Umweltminister. 1992 trat er aus der PSI aus. Im Jahr 1994 wurde er für die Federazione dei Verdi (FdV; Grünen) erneut ins Europäische Parlament gewählt, aus dem er zum Ende der Legislaturperiode 1999 ausschied. Im Juli 1998 wechselte er von der FdV zur Sinistra Verde (Grüne Linke) und zugleich von der Fraktion Die Grünen im Europäischen Parlament zur Vereinten Europäischen Linken/Nordische Grüne Linke (GUE/NGL).
Carlo Ripa di Meana heiratete 1982 die Fernsehpersönlichkeit und Modedesignerin Marina Lante Della Rovere (geb. Punturieri). Trauzeugen waren Alberto Moravia, Goffredo Parise, Bettino Craxi und Antonio Giolitti.